# Росія єдина, велика і неподільна

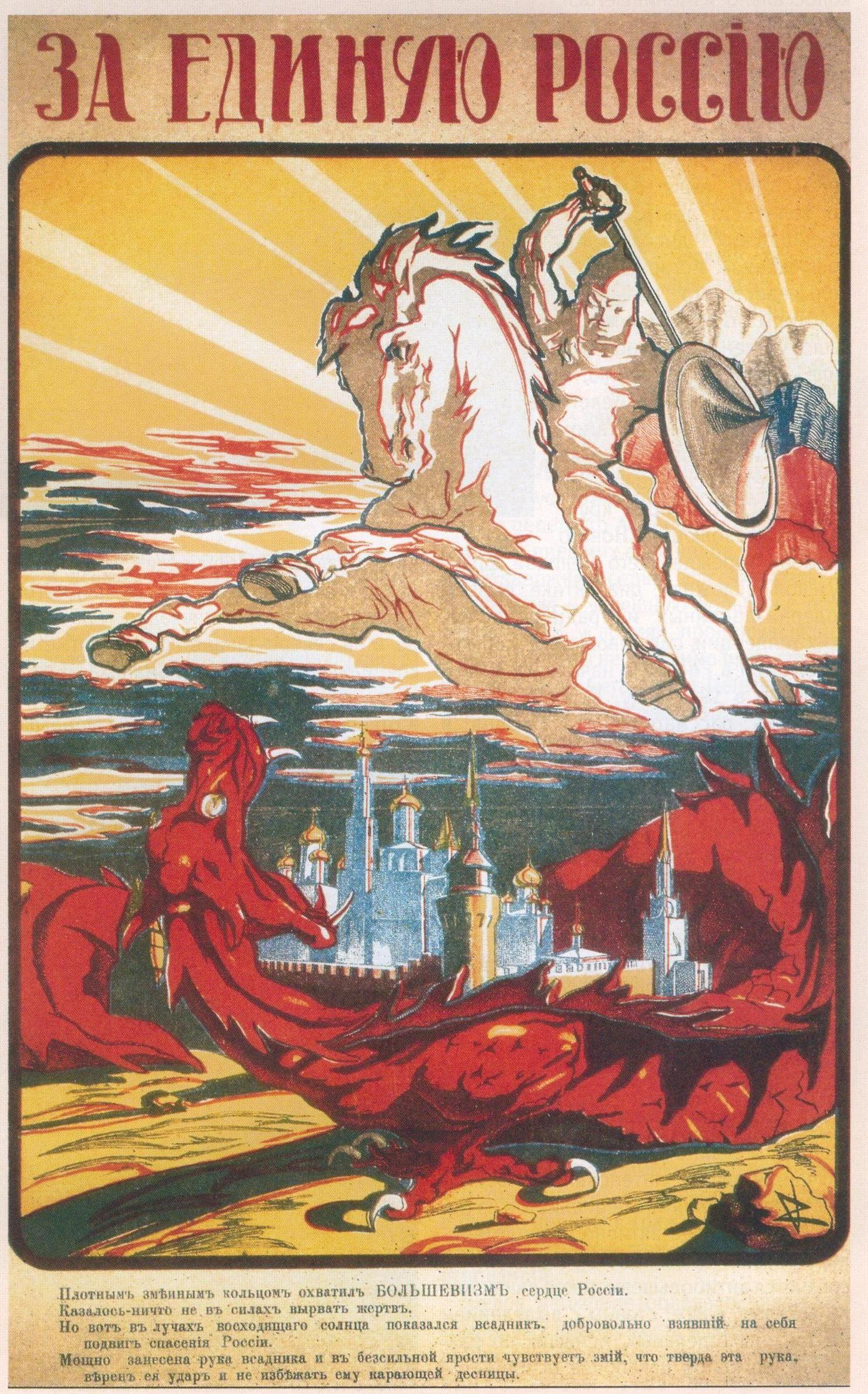
За единую Россію. Плакат 1919 г.

«Росія Єдина, Велика і Неподільна» (рос. «Росси́я Еди́ная, Вели́кая и Недели́мая») (іншими словами «За Велику, єдину і неподільну Росію») — один з основних принципів (поряд з принципами «непредрешенія державного устрою» і вірності союзникам по Антанті) зовнішньої і внутрішньої політики Білого руху, сформульований на початковому етапі Громадянської війни в Росії як відповідна реакція на захоплення влади більшовиками і проголошення ними курсу на інтернаціонал, «самовизначення націй» і світову революцію. Фактично єдине гасло Білого руху. До свого остаточного розвитку після революції принцип був закріплений у Зводі законів Російської імперії як частина її ідеології.